# Озмерт, Хакан
Хакан Озмерт (фр. и тур. Hakan Özmert; род. 3 июня 1985 года, Нант) — турецкий и французский футболист, играющий на позиции полузащитника за турецкий клуб «Сарыер».

## Клубная карьера
Хакан Озмерт начинал свою карьеру футболиста в клубе Первой лиги «Сакарьяспор». 31 октября 2004 года он дебютировал в турецкой Суперлиге, выйдя на замену в домашнем поединке против «Коньяспора». В феврале 2005 года Озмерт до конца сезона был отдан в аренду команде Первой лиги «Каршияка». По его завершении он вернулся в «Сакарьяспор», вылетевший обратно в Первую лигу, где однако не задержался вновь завоевав путёвку в Суперлигу по итогам чемпионата 2005/06. Летом 2007 года Озмерт стал игроком команды Первой лиги «Антальяспор», с которой он вышел в Суперлигу. 19 апреля 2009 года он забил свой первый гол в главной турецкой лиге, ставший победным в домашней игре с «Кайсериспором». А через месяц его мяч принёс домашнюю ничью с «Фенербахче». Летом 2010 года Озмерт подписал контракт с клубом Суперлиги «Карабюкспор». Далее он выступал в Суперлиге: за «Ордуспор» в сезоне 2011/12, за «Касымпашу» в первой половине сезона 2012/13, вновь за «Карабюкспор» с января 2013 по середину 2015 года, за «Сивасспор» в первой половине сезона 2015/16.
В феврале 2016 года Озмерт перешёл в команду Суперлиги «Истанбул Башакшехир».

## Достижения
«Сакарьяспор»
- Победитель Первой лиги Турции: 2003/04